# Nicolas François Deville
Pour les articles homonymes, voir Deville.
Nicolas François Deville, né le 19 avril 1712 à Mont-Dauphin et mort le 18 décembre 1770 à Lyon, est un ingénieur lyonnais, membre de l’Académie des Sciences, Belles-Lettres et Arts de Lyon.

## Biographie
Son père, André Nicolas Deville, est ingénieur ordinaire du roi. Il participe grandement à son instruction en matière de mécanique, d’hydraulique et de géométrie. Nicolas François l’assiste et devient rapidement sous-ingénieur. Aux côtés de son père, il participe à la réalisation des quais du Rhône entre le pont de la Guillotière et Saint-Clair. En 1741, à la mort de son père, il est nommé ingénieur en chef des ponts et chaussées de la généralité de Lyon. Il mène les travaux d’aménagement des quais d’Halincourt sur la Saône, fait construire des digues sur le Rhône et est chargé d’étudier le projet de canal de Givors.
Il prend sa retraite en 1761.
Il meurt à Lyon, le 18 décembre 1770.

### Sociétés Savantes
Il est élu à l’Académie des beaux-arts en 1739. Il occupe un siège à la section physique jusqu’en 1754, date à partir de laquelle il occupe un siège à la section mathématique. Il participe au projet de tracer la méridienne de l’hôtel de ville de Lyon et à l’écriture d’un mémoire pour accompagner le plan du chemin de Lyon à la Bresse évitant la Croix-Rousse.
Il est fait membre de l’Académie des Sciences, Belles-Lettres et Arts de Lyon en 1751.

## Publications
- Duclos : Acajou et Zirphile, traduit en italien par Nicolas François Deville, Lyon, 1744[4].